# روث بوكانان
روث بوكانان (بالإنجليزية: Ruth Buchanan)‏ هي فنانة نيوزيلندية، ولدت في 1980 في نيو بلايموث في نيوزيلندا.